# Звеглівець
Зве́глівець (рос. Звегливец) — присілок у складі Нюксенського району Вологодської області, Росія. Входить до складу Нюксенського сільського поселення.

## Населення
Населення — 42 особи (2010; 79 у 2002).
Національний склад (станом на 2002 рік):
- росіяни — 97 %